# Heposaari (ö i Finland, Mellersta Finland, Äänekoski, lat 62,76, long 25,94)
Heposaari är en ö i Finland. Den ligger i sjön Sumiainen och i kommunen Äänekoski i den ekonomiska regionen  Äänekoski ekonomiska region  och landskapet Mellersta Finland, i den centrala delen av landet, 290 km norr om huvudstaden Helsingfors. Öns area är 3,3 hektar och dess största längd är 450 meter i nord-sydlig riktning.